# 2537 Gilmore
2537 Gilmore је астероид главног астероидног појаса чија средња удаљеност од Сунца износи 2,658 астрономских јединица (АЈ).
Апсолутна магнитуда астероида је 12,7.